# L'Exorciste 2 : L'Hérétique
Pour les articles homonymes, voir L'Exorciste et Exorciste (homonymie).
Série L'Exorciste
L'Exorciste
(1973) L'Exorciste, la suite
(1990)
Pour plus de détails, voir Fiche technique et Distribution.
L'Exorciste 2 : L'Hérétique (Exorcist II: The Heretic) est un film d'horreur américain réalisé par John Boorman, sorti en 1977. Il est la suite de L'Exorciste sorti en  1973.

## Synopsis
Le père Lamont enquête sur la mort mystérieuse du père Lankester Merrin, survenue à la suite d'un exorcisme, et va devoir combattre le démon Pazuzu que la jeune Regan a toujours en elle.

## Fiche technique
- Titre original : Exorcist II: The Heretic
- Titre français : L'Exorciste 2 : L'Hérétique
- Réalisation : John Boorman
- Scénario : William Goodhart, avec la participation non créditée de John Boorman et Rospo Pallenberg, d'après les personnages de William Peter Blatty
- Photographie : William A. Fraker
- Montage : Tom Priestley
- Décors : Richard MacDonald
- Costumes : Robert De Mora
- Musique : Ennio Morricone
- Production : John Boorman, Richard Lederer et Charles Orme
- Société de production et de distribution : Warner Bros.
- Budget : 14 millions de dollars
- Pays d'origine :  États-Unis
- Langues originales : anglais, français
- Format : Couleurs - 35 mm - 1,85:1 - son mono
- Genre : horreur, fantastique
- Durée : 118 minutes
- Dates de sortie[1] : 
  -  États-Unis : 17 juin 1977
  -  France : 25 janvier 1978
- Film interdit aux moins de 13 ans lors de sa sortie en France, interdit aux moins de 12 ans depuis 1990[2]
- Affiches : Bill Gold (États-Unis, Danemark)

## Distribution
Légende : Doublage de 1978 - Nouveau doublage de 2004
- Linda Blair (VF : Sylviane Margollé - Edwige Lemoine) : Regan MacNeil
- Richard Burton (VF : Jean-Claude Michel - Yves-Marie Maurin) : le Père Philip Lamont
- Louise Fletcher (VF : Claire Guibert - Emmanuelle Bondeville) : le docteur Gene Tuskin
- Max von Sydow (VF : François Chaumette - Marc Alfos) : le Père Lankester Merrin
- Kitty Winn (VF : Annie Bertin) : Sharon Spencer
- Paul Henreid : le Cardinal
- James Earl Jones (VF : Serge Sauvion - Saïd Amadis) : Kokumo âgé
- Ned Beatty (VF : Henri Poirier) : Edwards
- Belinda Beatty (VF : Monique Morisi) : Liz
- Rose Portillo : la fille espagnole
- Barbara Cason : Mme Phalor
- Dana Plato : Sandra Phalor
- Tiffany Kinney : la fille sourde
- Joey Green : Kokumo enfant
- Fiseha Dimetros : le jeune moine
- Ken Renard : Abbot

## Production

### Attribution des rôles
Le rôle du père Lamont a tout d'abord été proposé à Jon Voight, qui accepte dans un premier temps puis décline par la suite à cause de divergences sur le scénario. La production pense ensuite à David Carradine et à Jack Nicholson. Nicholson demande une rémunération trop importante. Marlon Brando est également abordé, mais demande lui aussi un cachet trop important. Le rôle principal sera finalement interprété par Richard Burton.[réf. nécessaire]

### Tournage
Le tournage a eu lieu de mai à novembre 1976, aux Warner Bros. Studios de Burbank, Glen Canyon, New York, Page et Washington.

### Musique
Bandes originales de L'Exorciste
L'Exorciste
(1973) L'Exorciste, la suite
(1990)
La musique du film est composée par Ennio Morricone.
Liste des titres
1. Regan's Theme (Finale) - 2:57
2. Peazuzu (Theme) - 2:54
3. Interrupted Melody (Suspend Sound) - 2:46
4. Rite of Magic - 2:36
5. Little Afro-Flemish Mass - 4:34
6. Great Bird of the Sky - 1:37
7. Magic and Ecstasy - 3:04
8. Seduction and Magic - 1:17
9. Regan's Theme (Floating Sound) - 2:07
10. Dark Revelation - 1:22
11. Night Flight - 5:50
12. Interrupted Melody - 2:57
13. Exorcism - 0:58

## Autour du film
- Linda Blair refusa d'être maquillée comme pour le premier film[5]. Une doublure fut donc utilisée pour les scènes de possession.
- Dans le script original, un rôle important était prévu pour Lee J. Cobb, qui interprétait le lieutenant Kinderman dans le premier film, mais à la suite de son décès en février 1976, le scénario fut réécrit.
- Après une carrière de plus de quarante ans entamée en 1933, il s'agit du dernier film de Paul Henreid.
- Au moment de sa sortie, il s'agissait du plus gros budget du studio Warner Bros.
- Les dessins exécutés par Regan, et qui ornent notamment sa chambre, sont de la main de la propre fille du réalisateur, Katrine Boorman.

## Distinctions
- Saturn Awards 1978 : nomination aux prix du meilleur acteur dans un film d'horreur pour Richard Burton, de la meilleure actrice dans un film d'horreur pour Linda Blair et des meilleurs effets spéciaux.